# Rajapur

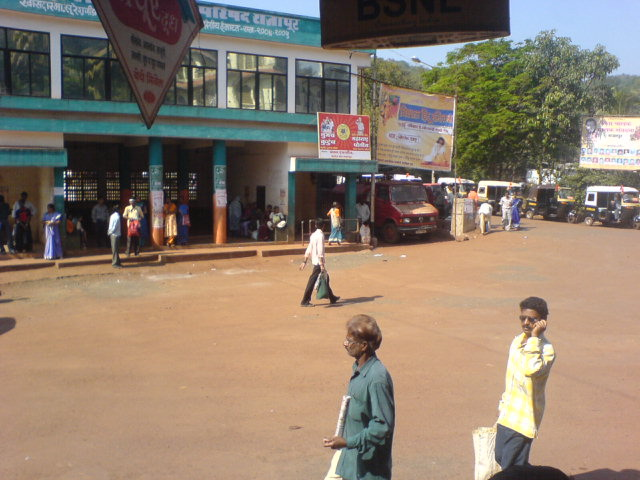
Imatge de Rajapur.

Rajapur és una ciutat i municipi del districte de Ratnagiri a Maharashtra. Consta al cens del 2001 amb una població de 10.499 habitants (1901: 5.178 habitants). És un port que fou el darrer on van arribar els bots comercial àrabs fins al segle xix. La ciutat antiga és la millor conservada de Maharashtra. Al sud de la badia hi ha un antic far construït el 1873. Hi ha unes fonts d'aigua calenta considerada medicinal a un km de la ciutat que es diu que cura el reuma i malalties de la pell. Una altra font anomenada Ganga, que treu aigua només per períodes entre 2 dies i 3 mesos, és molt adorada pels hindús. El temple de VBithoba es trona al ig de la ciutat.
Rahapur era la capital de la regió quan fou conquerida pels musulmans el 1312. Va ser saquejada per Sivaji el 1660 o 1661 i altre cop el 1670, que va saquejar tanmateix la factoria anglesa establerta en aquest lloc en data incerta però no feia molt de temps. El 1713 va passar als Angria. El 1756 va ser ocupada pel peshwa maratha, amb les possessions del qual va passar als britànics el 1818. La municipalitat es va establir el 1876.